# Institut für Makroökonomie und Konjunkturforschung
Das Institut für Makroökonomie und Konjunkturforschung (IMK) ist ein Wirtschaftsforschungsinstitut mit Sitz in Düsseldorf. Es wurde 2005 gegründet mit gesamtwirtschaftlicher Perspektive in der ökonomischen Forschung und in der wirtschaftspolitischen Diskussion. Das Institut erforscht konjunkturelle Phänomene auf Basis gesamtwirtschaftlicher Modellzusammenhänge, gestützt auf keynesianisch geprägte Ansätze sowie auf ökonometrische Methoden. Das IMK ist eine Abteilung der gewerkschaftsnahen Hans-Böckler-Stiftung und hat sich mit seinem Aufgabenspektrum neben dem ebenfalls zur Stiftung gehörenden Wirtschafts- und Sozialwissenschaftlichen Institut (WSI) etabliert.
Von der Gründung des Instituts bis zum 31. März 2019 war Gustav A. Horn wissenschaftlicher Direktor beim IMK. Seitdem wird das IMK von Sebastian Dullien geleitet. Es arbeiten 14 Wissenschaftler fest am Institut, ergänzt durch mehrere „Research Fellows“ und Doktoranden.
Das Institut hat wiederholt die europäische Krisenpolitik kritisiert und Alternativen vorgestellt. In der deutschen Wirtschaftspolitik setzt sich das IMK für eine Stärkung der Binnennachfrage und der öffentlichen Investitionen ein sowie für eine Re-Regulierung des Arbeitsmarktes und eine produktivitätsorientierte Lohnpolitik.
Das IMK veröffentlicht seine Arbeitsergebnisse in eigenen Reihen in der Hans-Böckler-Stiftung und wird regelmäßig in den Medien zitiert und veröffentlicht in regelmäßigen Abständen Videos und Podcasts zu seinen eigenen Reports.

## Forschung

### Forschungsreferate
- Allgemeine Wirtschaftspolitik
- Arbeitsmarktökonomik
- Europäische Konjunkturanalyse
- Europäische Wirtschaftspolitik
- Finanzmärkte und Konjunktur
- Geldpolitik
- Makroökonomie der Einkommensverteilung
- Makroökonomische Grundlagenforschung
- Ökonometrie
- Rente, Löhne und Ungleichheit
- Steuer- und Finanzpolitik
- Volkswirtschaftliche Gesamtrechnung

(Quelle:)

## Politikberatung
Das Institut betreibt auch wirtschaftspolitische Beratung. Dazu erstellt das Institut Gutachten für Bundesministerien und das Europäische Parlament und erstellt eigenständige Prognosen, mit denen das Institut zur Wirtschaftspolitik in Deutschland und Europa Stellung nimmt, Alternativen vorschlägt und wirtschaftspolitische Empfehlungen erarbeitet. Das Institut veranstaltet auch Anhörungen von Experten im Bundestag insbesondere zu finanzpolitischen Fragestellungen. Zudem berät sie auch auf Landesebene.
Das IMK war von 2007 bis 2009 Partner des Instituts für Wirtschaftsforschung Halle (IWH) bei der Erstellung der Gemeinschaftsdiagnose der Wirtschaftsforschungsinstitute im Auftrage der Bundesregierung, kündigte aber diese Kooperation 2009 auf.

## Kooperationen
Das Institut für Makroökonomie und Konjunkturforschung ist in zahlreiche nationale und internationale Netzwerke eingebunden, so zum Beispiel in das Forum for Macroeconomics and Macroeconomic Policies (FMM). Bilaterale Kooperationen bestehen mit dem Observatoire Français des Conjonctures Économiques (OFCE) in Paris, der Wirtschaftsuniversität Wien sowie dem Doktorandenkolleg an der New School New York und der Universität Groningen.